# Хусу, Матвей Андреевич
Матвей Андреевич Хусу (фин. Matti Husu, литературный псевдоним Матти Пурси фин. Matti Pursi) (1903, деревня Хандрово Шлиссельбургского уезда Санкт-Петербургской губернии — 13 ноября 1938, Ленинград) — советский ингерманландский писатель, композитор и педагог. Писал на финском языке.
В 1920—1927 годах (с перерывом из-за нехватки средств) учился в Гатчинском педагогическом техникуме. Во время учёбы занимался музыкой. После окончания техникума переехал в Петрозаводск, где работал учителем в финской школе-девятилетке 2-й ступени. В 1928—1930 годах служил в Красной армии, где стал кандидатом в члены ВКП(б). С 1935 года — студент Ленинградской консерватории.
С конца 1920-х годов публиковал стихи и рассказы в журналах «Punakantele» и «Soihtu», переводил художественную литературу. В 1931 году вступил в Карельскую ассоциацию пролетарских писателей.
М. А. Хусу был арестован в июне 1938 года и в октябре приговорён к смертной казни за контрреволюционную деятельность. Умер от туберкулёза перед казнью.